# 近代水道百選
近代水道百選（きんだいすいどうひゃくせん）は、1985年（昭和60年）に厚生省（現・厚生労働省）が企画、日本水道新聞社主催で選定した水道施設の百選である。

## 北海道
- 覆蓋付緩速ろ過池（旭川市）
- 一の沢水源（岩見沢市）
- 藻岩第一浄水場（札幌市）
- 白川（しらいかわ）浄水場（札幌市）
- 奥沢水源（小樽市）
- 元町中区配水池（函館市、函館市水道局（現・函館市企業局上下水道部））
- 笹流ダム（函館市）

## 東北地方
青森県
- ゴム引布製起伏堰（弘前市）
- 耐震配水管路（八戸市）
- 大湊第一水源地（むつ市）

岩手県
- 米内浄水場（盛岡市）

宮城県
- 青下水源地（仙台市）
- 茂庭浄水場（仙台市）

秋田県
- 藤倉ダム（秋田市）

山形県
- 曝気槽（酒田市）

福島県
- 豊田浄水場・貯水池（郡山市）

## 関東地方
茨城県
- 霞ヶ浦浄水場（土浦市）
- 芦山浄水場と配水塔（水戸市）

栃木県
- 今市浄水場（宇都宮市）
- 二社一寺水道（日光市）
- 緑町配水場（足利市）

群馬県
- 剣崎浄水場計量設備（高崎市）
- 敷島浄水場と配水塔（前橋市）

埼玉県
- 荒川水管橋 （大里郡大里町、現・熊谷市）
- 朝霞浄水場（朝霞市、東京都水道局）

千葉県
- 本城浄水場（銚子市）
- 柏井浄水場（千葉市）

東京都
- 羽村取入口と玉川上水（羽村市）
- 馬水槽（新宿区）
- 駒沢給水所配水塔（世田谷区）
- 村山・山口貯水池（東大和市、埼玉県所沢市、東京都水道局）
- 金町浄水場（葛飾区）
- 境浄水場（武蔵野市）
- 小河内ダム（西多摩郡奥多摩町）
- 元町浄水場（板橋区）

神奈川県
- 旧三井用水取入口（横浜市）
- 水道創設記念噴水塔（横浜市）
- 旧青山取入口と沈殿池（横浜市）
- 城山隧道（横浜市）
- 走水水源（横須賀市）
- 下町配水幹線（横須賀市）
- 送水ポンプ所（高座郡寒川町）
- 長沢浄水場（川崎市）
- 飯泉取水堰（小田原市、神奈川県内広域水道企業団）
- 導水トンネル（小田原市、神奈川県内広域水道企業団）

## 中部地方
新潟県
- 中島浄水場（長岡市）
- 南山配水場（新潟市）

富山県
- 水道公園配水塔（高岡市）

石川県
- 末浄水場（金沢市）

山梨県
- 平瀬浄水場（甲府市）

静岡県
- 丹那水源（熱海市）
- 柿田川湧水水源（沼津市ほか）

愛知県
- 高山浄水場（豊橋市）
- 鍋屋上野浄水場第一ポンプ所（名古屋市）
- 東山給水塔（名古屋市）
- 名港導水路海底トンネル

## 近畿地方
三重県
- 片田貯水池（津市）

滋賀県
- 柳が崎浄水場（大津市）

京都府
- 琵琶湖疏水（京都市）
- 蹴上浄水場（京都市）
- 桂貯水池（舞鶴市）

大阪府
- 大手前配水池（大阪市）
- 柴島浄水場（大阪市）
- 水質試験所（大阪市）
- 浅香山浄水場（堺市）
- 村野階層浄水場（枚方市）

兵庫県
- 奥平野浄水場（神戸市）
- 布引五本松ダム（神戸市）
- 千苅ダム（神戸市）
- 町裏水源池（姫路市）
- 赤穂・家島海底送水管（姫路市）
- 尼崎浄水場（尼崎市、阪神水道企業団）
- 越木岩送水トンネル（阪神水道企業団）
- 神崎浄水場オゾン処理設備（尼崎市）
- 高松浄水場フッ素電解除去設備（宝塚市）

奈良県
- 御所浄水場（御所市）

## 中国地方
鳥取県
- 美歎水源地（鳥取市）

岡山県
- 三野浄水場（岡山市）
- 半田山配水池・植物園（岡山市）

広島県
- 二河水源地（呉市）
- 宮原浄水場（呉市）
- 三永貯水池（呉市）
- 牛田浄水場（広島市）
- 安芸灘海底送水管（竹原市、豊田郡大崎上島町）

山口県
- 内日第一貯水池（下関市）

## 四国地方
徳島県
- 佐古配水場（徳島市）

香川県
- 御殿浄水場（高松市）

高知県
- 旭浄水場（高知市）
- 鏡川水道橋（高知市）

## 九州地方
福岡県
- 頓田貯水池（北九州市）
- 穴生浄水場（北九州市）
- 曲淵水源地（福岡市）
- 福岡導水路（福岡地区水道企業団）

長崎県
- 本河内高部貯水池（長崎市）
- 地下ダム（長崎市樺島地区簡易水道）

熊本県
- 八景水谷水源（熊本市）

大分県
- 乙原貯水池（別府市）

鹿児島県
- 七窪水源地（鹿児島市）

沖縄県
- 泊浄水場（那覇市）
- 北部ダム群（沖縄本島北部の山原）